# Florence Fuller
Florence Ada Fuller (Port Elizabeth, 1867 – Gladesville, 17 luglio 1946) è stata un'artista australiana naturalizzata sudafricana specializzata in ritratti e paesaggi.

## Biografia

### Formazione
Nata nel 1867 e originaria di Port Elizabeth, Fuller emigrò da bambina a Melbourne con la sua famiglia. Lì si formò con lo zio Robert Hawker Dowling, l'insegnante Jane Sutherland, e alla National Gallery of Victoria Art School.

### Carriera
Fuller divenne un'artista professionista sul finire degli anni 1880. Nel 1892, lasciò l'Australia alla volta del Sudafrica, realizzò dei dipinti su commissione per Cecil Rhodes, per poi trapiantarsi in Europa, rimanendovi per un decennio. Durante quel periodo, nel 1899, andò in Sudafrica per realizzare altre opere per conto di Rhodes. Tra il 1895 e il 1904, i suoi dipinti furono esposti al Salon di Parigi e alla Royal Academy di Londra.
Nel 1904, Fuller andò a vivere a Perth, nella sua terra natia. In quegli anni, Fuller frequentava la Società Teosofica locale, e dipinse alcune delle sue opere più note, tra cui A golden hour, che la National Gallery of Australia, detentrice del quadro dal 2013, considera un capolavoro pittorico. A partire dal 1908, Fuller viaggiò molto vivendo prima in India, poi in Inghilterra e infine a Sydney. Nel 1914, le tele di Fuller vennero esposte in quattro gallerie pubbliche, tre in Australia e una in Sudafrica, un risultato da record per era una pittrice australiana dell'epoca. Lei fu insegnante inaugurale di disegno dal vero presso la School of Fine and Applied Arts, fondata nel 1920 dalla New South Wales Society of Women Painters.

### Ultimi anni e morte
Nel 1927, Fuller venne isolata nel manicomio di Gladesville, rimanendovi per quasi un ventennio fino al 1946, anno della sua morte.
Nonostante il successo ottenuto da lei durante la prima parte della sua vita, e sebbene molte delle sue opere fossero custodite in molti importanti musei australiani quali l'Art Gallery of South Australia, l'Art Gallery of Western Australia, la National Gallery of Australia, la National Gallery of Victoria, l'Art Gallery of New South Wales e la National Portrait Gallery, Fuller venne dimenticata, e talvolta ignorata da alcuni libri d'arte pubblicati dopo la sua morte.

## Galleria d'immagini

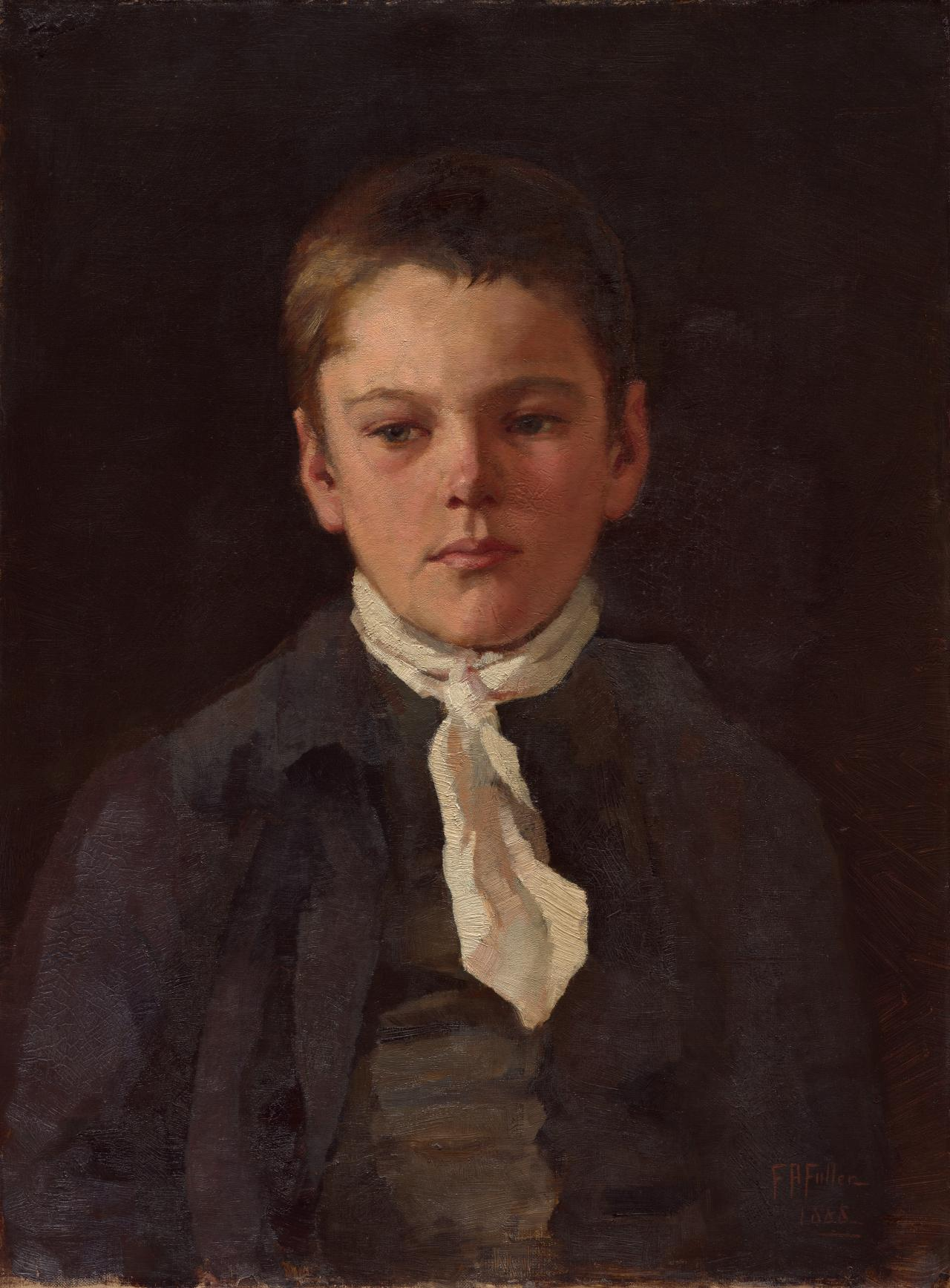
Paper Boy (1888)
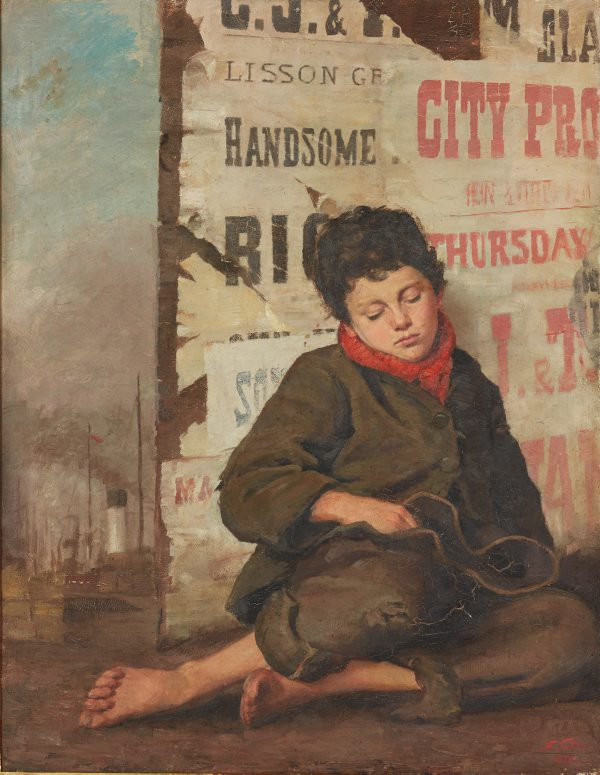
Weary (1888)
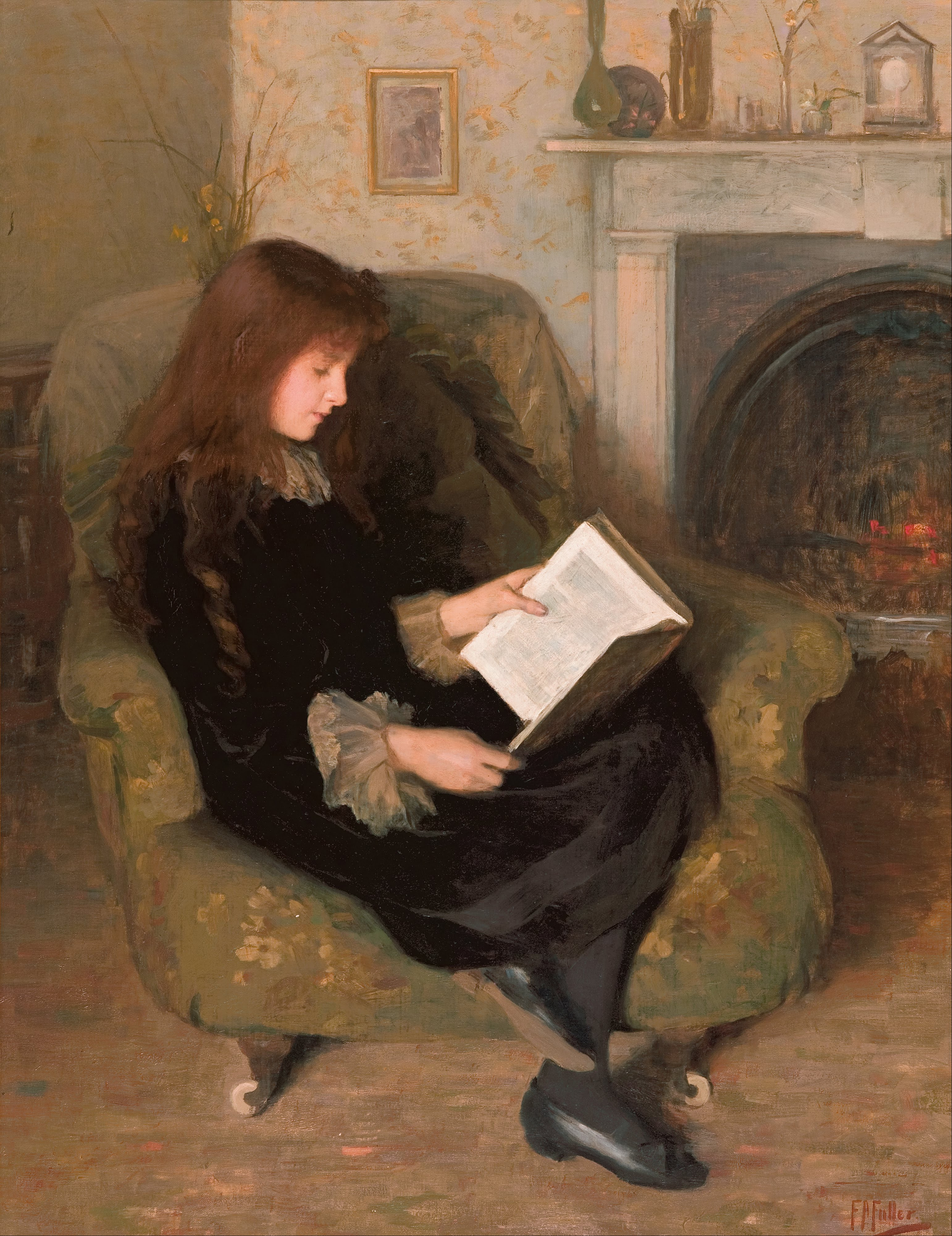
Inseparables (ca. 1900)
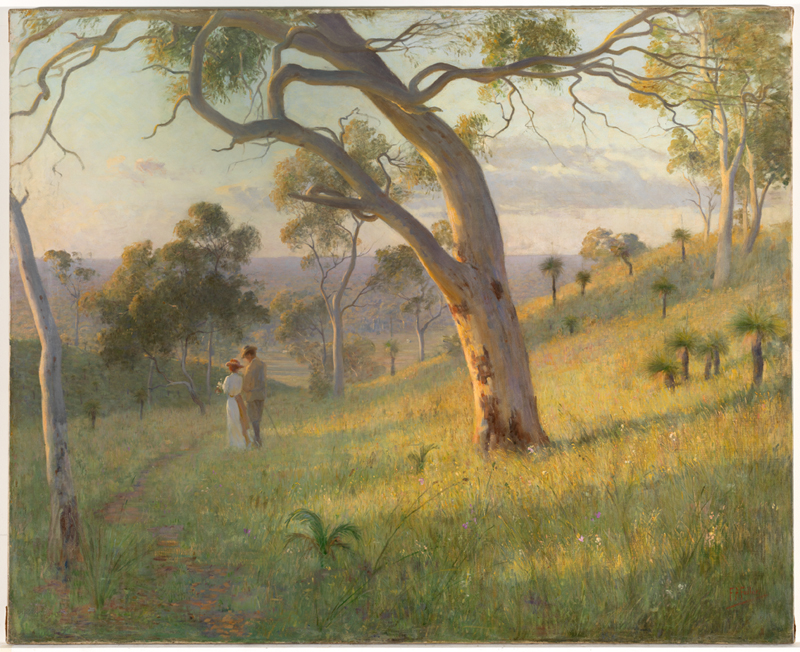
A Golden Hour (1905)
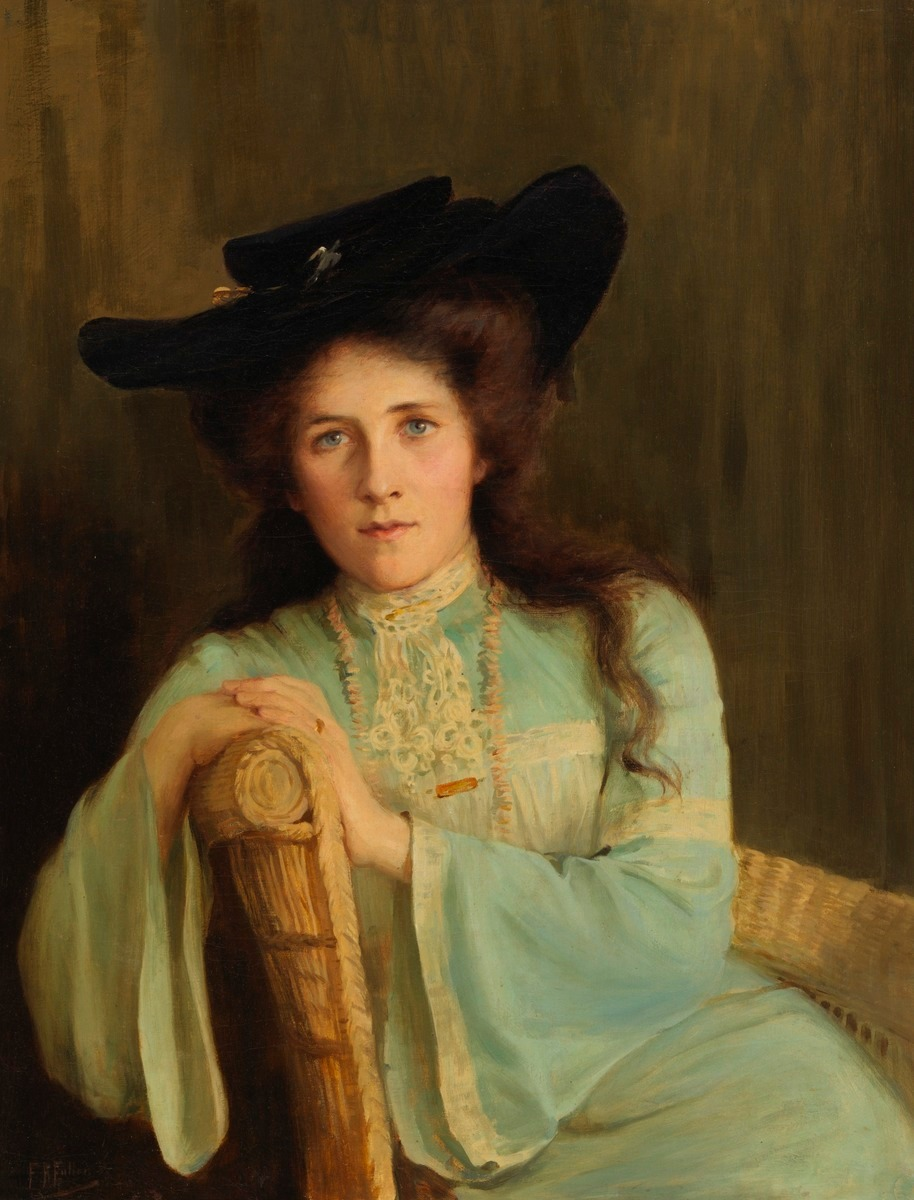
Lady Hackett (ca. 1908)
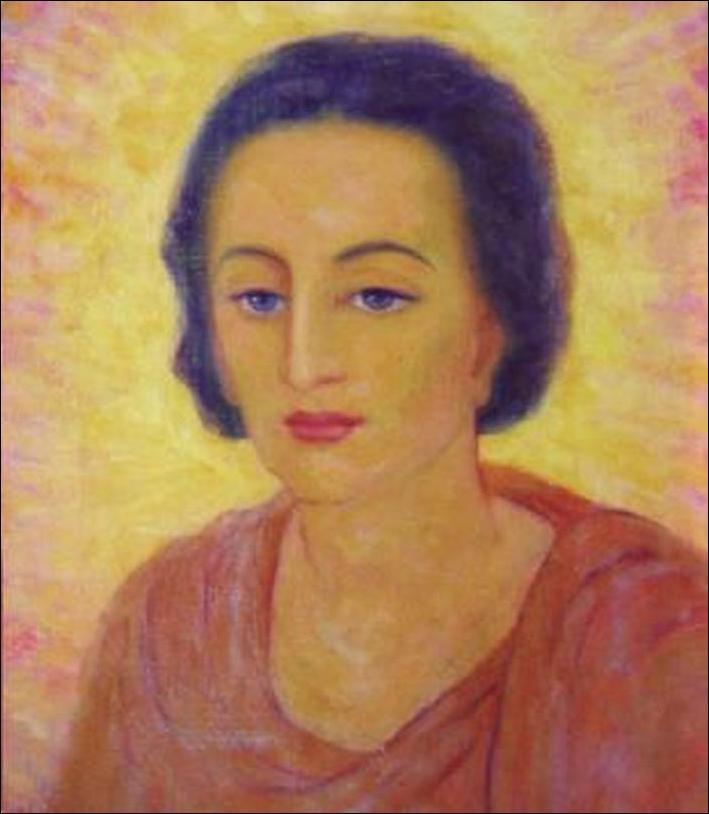
Lord Buddha (ca. 1910)
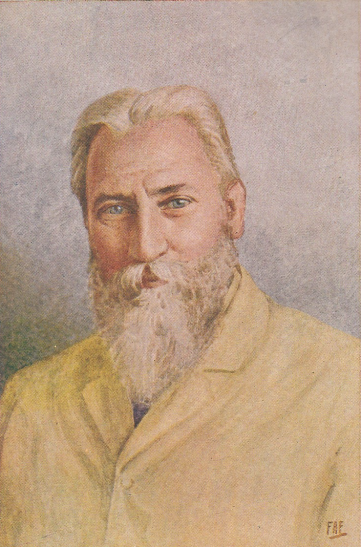
Leadbeater (1911)